# ハリケーン・クレオ
ハリケーン・クレオ（Hurricane Cleo）は1964年に大西洋で3番目に名称が与えられた熱帯低気圧である。しかし、クレオの前に発生し、名称が与えられた熱帯低気圧（Abby,Brenda）はトロピカルストームまでにしか発達しなかったため、このシーズンにおいては最初のハリケーンである。また、このシーズンで最も長く持続したハリケーンの1つでもある。
勢力はサファ・シンプソン・ハリケーン・スケール（SSHS）で最大カテゴリー4に達した。このハリケーンによる死者は217名を数え、被害総額は19,800万米ドル（1964年当時）にのぼった。
なお、1958年にもクレオという名称が与えられたハリケーンがある。このハリケーンはSSHSでカテゴリー5にまで成長したが、上陸はせず、名称の引退もなかった。

## 経過

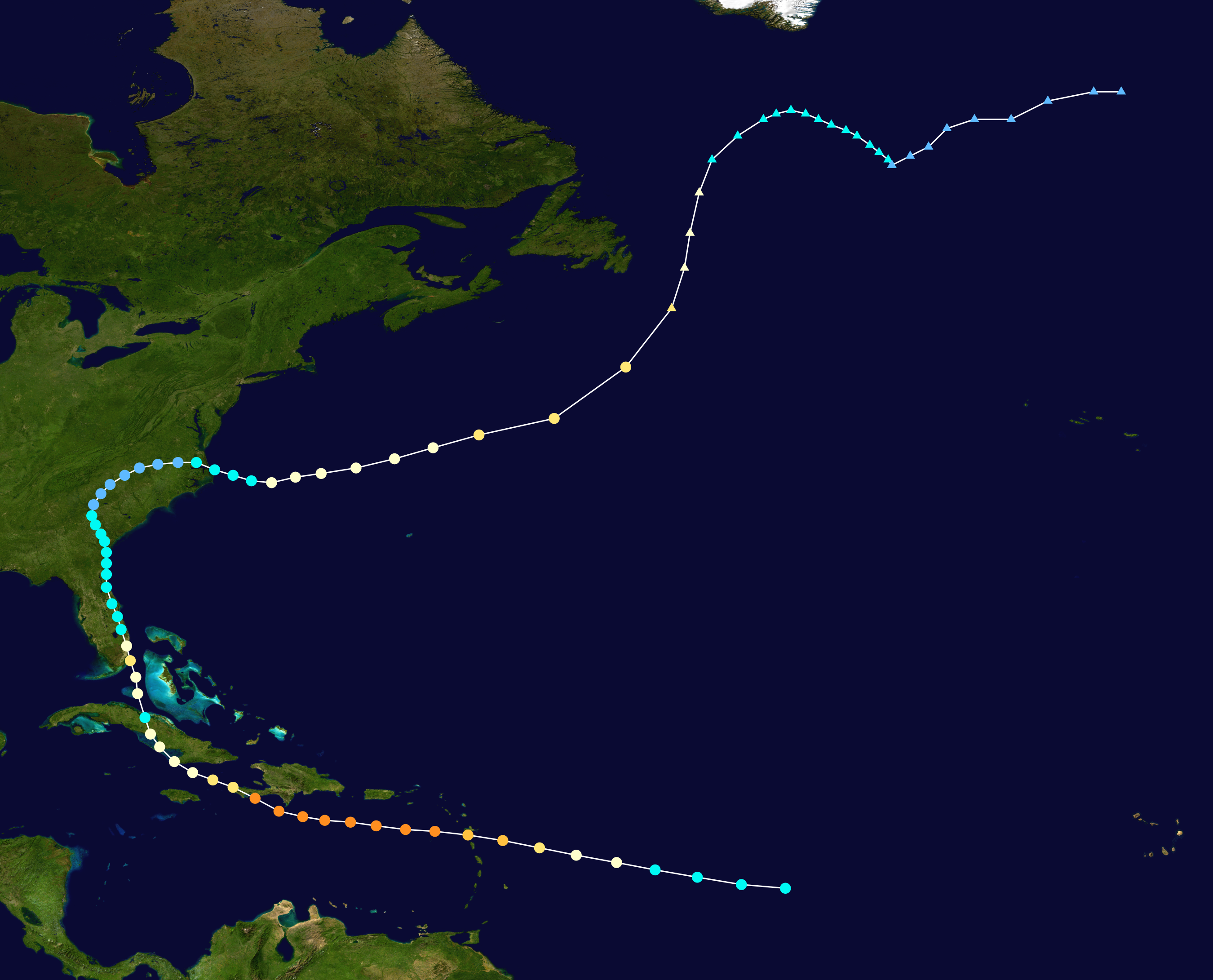
クレオの経路

クレオはアフリカ大陸沿岸から西へ移動してきた、トロピカル･ウェーブから発生した。これは、8月20日、バルバドスの東800海里の付近まで来たところで、米海軍の偵察機によって熱帯低気圧と報告された。それは西北西に移動し、急速に勢力を強め、ハリケーンとなった。22日の午後早くには、クレオはカテゴリー3のハリケーンとして、115mph（184km/h）の速度でグアドループを通過した。クレオは更に勢力を強めながらカリブ海を北上し、23日、ドミニカ共和国の南沖で155mph（248km/h）を記録し、ピークを迎えた。クレオは数日間にわたり、その勢力を維持し、イスパニョーラ島に激しい風雨をもたらした。クレオは24日にハイチ南部を通過した後、進路を更に北向きに変えた。ハリケーンは、山の多いイスパニョーラ島を通過したために、急激に勢力を弱めた。
クレオはカテゴリー1にまで勢力を弱め、26日にキューバ南部を直撃し、そのまま通過。クレオはトロピカルストームにまで勢力を弱めていたが、キューバ北部から海へ抜けると再び勢力を強めた。27日、クレオはカテゴリー2のハリケーンとして100mph（160km/h）の強さでフロリダ州のマイアミを直撃した。その後、勢力を再び弱めながらアメリカ合衆国の東部に激しい雨をもたらした。
クレオはバージニア州のノーフォーク近辺から再び大西洋に抜け、9月2日には、再びハリケーンとなり、そのまま沖へと向かっていった。5日、遂にクレオはニューファンドランド島の北東で消滅した。

## 被害
このハリケーンにより、217名が犠牲となり、被害総額は19,800万米ドル（1964年当時）にのぼった。
| 地域           | 死者数 |
| -------------- | ------ |
| グアドループ   | 14     |
| ドミニカ共和国 | 7      |
| ハイチ         | 192    |
| キューバ       | 1      |
| バージニア州   | 3      |
| 総計           | 217    |

### ハイチ
最も犠牲者の数が多かったのがハイチであり、その数は192名にのぼった。

### グアドループ
グアドループからの公式な発表では、このハリケーンにより、14人が死亡、40人が負傷した。更に1,000棟にのぼる家屋が破壊され、広範囲にわたって島のインフラストラクチャーが被害を受けた。

### キューバ
とても速い速度でハリケーンが通過したため、キューバは最小限の被害で済んだ。

## 名称の引退
クレオという名称は引退となり、1968年からキャンディ（Candy）が用いられた。